# Руда (Елафити)
Руда је острвце из групе Елафитских острва, у Јадранском мору код Дубровника.
Острво се налази између острва Лопуда и Шипана, од којих је удаљен око 1 км. Површина острва је 0,296 км². Дужина обале је 2,37 км. Највиши врх је висом 81 метар.